# Saints & Sinners (álbum de All Saints)
Saints & Sinners é o segundo álbum de estúdio do girl group britânico All Saints. Foi lançado em 16 de outubro de 2000 pela London Records. Três faixas de seu alinhamento foram produzidas por William Orbit, mais conhecido por seu trabalho com Madonna em seu álbum Ray of Light (1998). Saints & Sinners recebeu críticas mistas de críticos de música, alguns elogiaram os singles e a nova direção das canções, enquanto alguns acharam que era muito semelhante as Spice Girls e a Ray of Light.
Três singles foram lançados do álbum: "Pure Shores", "Black Coffee" e "All Hooked Up". Cópias promocionais da faixa "Surrender" começaram a circular no início de janeiro de 2001, indicando que seria o quarto single do álbum. No entanto, logo após o lançamento do disco, o grupo se separou. "Pure Shores" e "Black Coffee" lideraram o UK Singles Chart, com o primeiro sendo adicionado a trilha sonora do filme The Beach (2000). Já "All Hooked Up" chegou ao número sete.
A maioria das canções foram escritas por Shaznay Lewis e Karl Gordon. Melanie Blatt escreveu duas faixas para o álbum "I Feel You" e "Ha Ha", a última sendo dedicada a sua filha, enquanto Natalie Appleton co-escreveu a faixa "Dreams" com Samantha Fox. Fox disse que ela é creditada na música como "Karen Wilkin", porque o grupo se recusou a gravar a música se ela usasse seu nome real. Comercialmente, Saints & Sinners não foi tão bem sucedido quanto seu álbum anterior. Apesar disso, tornou-se o primeiro e único álbum do grupo a alcançar o primeiro lugar no Reino Unido. 

## Recepção da crítica
Saints & Sinners recebeu críticas mistas de críticos de música. O jornal NME afirmou: "É melhor do que [Forever (2000),] o novo álbum das Spice Girls. Mas realmente, não é bom o suficiente". A publicação criticou a falta de direção musical do grupo, dizendo: "[...] Mas, desde o lançamento de seu primeiro álbum e sua meteórica ascensão à infâmia dos tablóides, elas parecem estar em uma missão para derrubar essa credibilidade, tijolo por tijolo". Embora elogiando os singles, eles concluíram que, "para um álbum britânico de pop, Saints And Sinners é simplesmente passável." Entertainment.ie no entanto foram mais positivos, dando-lhe quatro estrelas de cinco. Eles sentiram que "Saints and Sinners é um conjunto confiável de canções de R&B vibrantes, impulsionadas por ritmos dance e algumas harmonias". Eles também julgaram: "No coração, as Saints, são cantores superlativas e a química única evocada por suas quatro vozes individuais faz deste um dos melhores álbuns pop do ano".
Apesar do AllMusic não ter revisto o álbum, eles o concederam três estrelas de cinco. Eles destacaram "Pure Shores", "Black Coffee" e "Dreams" como as principais faixas do álbum. Nigel Packer, da BBC Music, deu a obra um comentário positivo, mas pontou: "É um sinal do que Saints e Sinners poderiam ter sido com Orbit em toda a parte. Em vez disso, ficamos com um forte disco de uma parte boa, preso em outra muito fraca".

## Performance comercial
Comercialmente, Saints & Sinners não foi tão bem sucedido quanto o álbum de estréia homônimo do grupo. O disco estreou no número oito na Nova Zelândia, ficou no gráfico por apenas cinco semanas. Na Australia estreou em vinte e seis, e subiu para vinte. Embora o disco tenha ficado no top cinqüenta por três semanas, foi mais tarde certificado ouro pela ARIA. Na Noruega e na Suécia, atingiu o top 20 (quinze e dezenove, respectivamente), mas durou menos de um mês nas paradas (quatro e três semanas, respectivamente).
O álbum não foi tão bem sucedido na Áustria, onde estreou em doze por duas semanas consecutivas e passou cinco semanas no gráfico. Foi mais moderado na Suíça, onde estreou aos sete anos na parada de álbuns e permaneceu por dez semanas. Chegou a catorze na Alemanha e durou onze semanas no gráfico. O álbum foi mais bem sucedido em sua terra natal, o Reino Unido, onde alcançou o número um por uma única semana. Ele constou por um total de vinte e três semanas no gráfico.

## Faixas
| N.º            | Título                    | Compositor(es)                                            | Produtor(es)                                         | Duração |  |
| 1.             | "Pure Shores"             | Shaznay Lewis, William Orbit                              | William Orbit                                        |         |  |
| 2.             | "All Hooked Up"           | Lewis, K-Gee                                              | Karl (K-Gee) Gordon                                  | 3:48    |  |
| 3.             | "Dreams"                  | Natalie Appleton, Cris Bonacci, Karen Wilkin, Orbit       | Cameron McVey e Paul Simm Orbit (Produção adicional) | 4:24    |  |
| 4.             | "Distance"                | Lewis, Gordon, Kyle McCray                                | Gordon                                               | 4:25    |  |
| 5.             | "Black Coffee"            | Kirsty Elizabeth, Tom Nichols, Alex Von Soos              | Orbit                                                | 4:45    |  |
| 6.             | "Whoopin' Over You"       | Lewis, Jonny Douglas                                      | Jonny Douglas                                        | 4:04    |  |
| 7.             | "I Feel You"              | Melanie Blatt, Russell Nash, Femi Williams, Stuart Zender | Stuart Zender and Femi Fem                           | 5:35    |  |
| 8.             | "Surrender"               | Lewis, Orbit                                              | Orbit                                                | 5:10    |  |
| 9.             | "Ha Ha"                   | Blatt, Douglas                                            | Douglas                                              | 4:08    |  |
| 10.            | "Love Is Love"            | Lewis, Douglas                                            | Douglas                                              | 4:06    |  |
| 11.            | "Ready, Willing and Able" | Lewis, Gordon                                             | Gordon                                               | 3:36    |  |
| 12.            | "Saints & Sinners"        | Lewis, Gordon, Michelle Escoffery                         | Gordon                                               | 4:15    |  |
| Duração total: | Duração total:            | Duração total:                                            | Duração total:                                       | 52:53   |  |

| Faixas extra de edição do Reino Unido |                          |                                               |                     |         |  |
| N.º                                   | Título                   | Compositor(es)                                | Produtor(es)        | Duração |  |
| 13.                                   | "I Don't Wanna Be Alone" | Lewis, Gordon, Wayne Hector, Alistair Tennant | Karl (K-Gee) Gordon | 4:15    |  |
| 14.                                   | "One More Tequila"       | Lewis, Gordon                                 | Gordon              | 3:42    |  |

| Faixas extra da edição Australiana |                                               |                              |                                            |         |  |
| N.º                                | Título                                        | Compositor(es)               | Produtor(es)                               | Duração |  |
| 13.                                | "Pure Shores" (2 Da Beach U Don't Stop Remix) | Lewis, Orbit                 | Orbit, Gordon (adicional e produção remix) | 5:00    |  |
| 14.                                | "Black Coffee" (The Neptunes Remix)           | Elizabeth, Nichols, Von Soos | Orbit, The Neptunes (remix)                | 4:45    |  |

## Desempenho nas tabelas musicais

### Paradas semanais
| Chart (2000)                        | Maior posição |
| ----------------------------------- | ------------- |
| Alemanha (GfK Entertainment)        | 14            |
| Austrália (ARIA)                    | 20            |
| Áustria (Ö3)                        | 12            |
| Bélgica (Ultratop Flandres)         | 27            |
| Bélgica (Ultratop Valônia)          | 39            |
| Finlândia (Suomen virallinen lista) | 19            |
| França (SNEP)                       | 36            |
| Grécia (IFPI)                       | 8             |
| Hungria (MAHASZ)                    | 21            |
| Irlanda (IRMA)                      | 2             |
| Itália (FIMI)                       | 22            |
| Japão (Oricon)                      | 65            |
| Nova Zelândia (RMNZ)                | 8             |
| Noruega (VG-lista)                  | 15            |
| Países Baixos (MegaCharts)          | 16            |
| Reino Unido (OCC)                   | 1             |
| Suécia (Sverigetopplistan)          | 10            |
| Suíça (Hitparade)                   | 7             |

## Vendas e certificações
| Região                                                                                             | Certificação | Vendas     |
| -------------------------------------------------------------------------------------------------- | ------------ | ---------- |
| Austrália (ARIA)                                                                                   | Ouro         | 35,000^    |
| Dinamarca (IFPI Dinamarca)                                                                         | Ouro         | 25,000^    |
| Reino Unido (BPI)                                                                                  | 2× Platina   | 608,015    |
| Resumo                                                                                             |              |            |
| Europa (IFPI)                                                                                      | Platina      | 1,000,000* |
| *números de vendas baseados somente na certificação ^distribuições baseadas apenas na certificação |              |            |